# Nea Propondida
Nea Propondida (gr. Δήμος Νέας Προποντίδας, Dimos Neas Propondidas) – gmina w Grecji, w administracji zdecentralizowanej Macedonia-Tracja, w regionie Macedonia Środkowa, w jednostce regionalnej Chalkidiki. W 2011 roku liczyła 36 500 mieszkańców. Powstała 1 stycznia 2011 roku w wyniku połączenia dotychczasowych gmin: Kalikratia, Mudania i Triglia. Siedzibą gminy jest Nea Mudania.